# Yo quisiera (serie de televisión)
Yo quisiera (Lana, Fashion Blogger es su emisión en Italia) es una serie de televisión española de carácter juvenil dirigida por Frank Ariza —quien ya realizó una serie similar titulada Dreamland, producida por Claro y Mediaset España—, y fue emitida por Divinity entre el 9 de noviembre de 2015 y el 2 de marzo de 2018. Estaba protagonizada por Lucía Gil y por Christian Sánchez y se trató de la primera serie original de Divinity.

## Historia
El 9 de noviembre de 2015, Divinity estrenó Yo quisiera dentro del contenedor vespertino Diviniteen. Esta temporada culminó con unos datos de audiencia bastante aceptables para la cadena en aquellos momentos. Así, el 29 de diciembre de 2015, Mediaset España renovó la serie por una segunda temporada, también gracias al buen rendimiento en las redes sociales.
Más tarde, Yo quisiera se abrió al mercado internacional. De esta manera, fue emitida por Claro Video para Latinoamérica, así como por La 5 de Mediaset para Italia, en esta última con el título de Lana, Fashion Blogger.
En cuanto a las grabaciones de la segunda entrega, estas comenzaron el día 24 de octubre de 2016, las cuales contaron con la incorporación de Veki Velilla, Javier de Hoyos, Adrián Muñoz, Estefanía de los Santos, Secun de la Rosa, Miriam Cabeza, Javier Abad, Adil Koukouh, Clara Alvarado, Toni Sastre, Alba Ferrara, Elena Blasco, Adrián Muñoz y manteniéndose los actores Lucía Gil, Christian Sánchez, Natalia Rodríguez, Mikel Iglesias, María Hinojosa, Natalia Millán y Belinda Washington. Esta etapa dio comienzo el 8 de enero de 2018, aunque sus audiencias se resintieron y Divinity trasladó la serie a sus mañanas. Por ello, al no haber alcanzado las expectativas, la ficción no fue renovada.

## Argumento
Yo Quisiera: Temporada 1
Lana es una chica de 16 años con un gusto peculiar y aficionado por la moda y las nuevas tendencias. A través del blog Yo quisiera  ha conseguido convertirse en famosa, pese a mantener su identidad en el anonimato. Por su parte, André es un joven que entra a trabajar en la cafetería del colegio, deslumbrando con su imagen y carisma, cuyo padre es famoso por ser director de cine.
Lana se enamora de él cuando lo descubre cantando al piano en la sala de música del instituto. André tiene el deseo de hacer una carrera musical como cantante por sus propios medios, alejándose de los contactos de su padre, el director de cine Víctor Vegas.
Las mejores amigas de Lana convencerán a André de que recurra a ella para promocionarse como cantante en las redes sociales, ya que para Lana es un buen pretexto para estar cerca de él.
Yo Quisiera: Temporada 2
Se centra en la historia de Lana sin André. André es famoso y se marcha a por nuevas oportunidades, tras firmar un contrato en América. Lana sentirá el apoyo de su familia y de su amiga María, pues Julieta se ha marchado, igual que Ricky. Lana se centrará en los estudios, y es que el Colegio Hispanoamericano ha cambiado mucho. Tras el nombramiento de Hannah como directora, y la baja de Don Joaquín, que decide irse con su hijo tan rebelde, David, Hannah apostará por el Arte, incorporando nuevas materias como Artes Escénicas, Yoga y Reiki, al plan de estudios. La plantilla de trabajadores del instituto cambiará, solo se mantendrá el conserje Gustavo y la profesora Isabel, madre de Lana. Vendrá una nueva psicóloga Paloma que se enzarzará con Fele, nuevos profesores como el de Ciencias... Vendrán nuevos alumnos, además de Lana, María, Nico y Elena, llegarán algunos como Berto, un it-boy vlogger que entabla una amistad con Lana, Raquel, una atractiva, femenina y un tanto macarra, que se convertirá en la enemiga de Lana, un chico duro que se ha criado en centros de acogida, Javier, o las chicas del Even Magazine, Amanda e Iris. Iris es la hija de Asunta. María y Nico dejan de ser novios, y se querrán poner los celos mutuamente, María con Marlon, Nico con Raquel, María con el alumno que interpreta Calum Heaslip, Nico con Amanda... Micro Abierto seguirá con la visita de nuevos artistas, tras la marcha de Lope y los compradores de este negocio: Nacho y la camarera Angélica.

## Reparto

### Primera temporada

#### Reparto principal
- Lucía Gil - Lana Madero (Episodio 1-48)
- Christian Sánchez - André Vegas (Episodio 1-48)
- Natalia Rodríguez - María (Episodio 1-48)
- Bárbara Sínger - Julieta (Episodio 1-48)
- Renata Notni - Camila (Episodio 1-48)
- Andrea de Pablos - Natalia Sofía (Episodio 1-48)
- Jaime Olías - Diego Madero (Episodio 1-48)
- Martín Barba - Pablo (Episodio 1-48)
- Joel Bosqued - David (Episodio 1-48)
- Maria Hinojosa - Elena (Episodio 1-47)
- Mikel Iglesias - Nicolás "Nico" (Episodio 1-47)
- Gerard Martí - Ricky (Episodio 1-47)
- Paula Rego - Lucía (Episodio 2-48)
- Alexandra Masangkay - Carolina (Episodio 4-48)
- Carla Medina - Patricia (Episodio 3-48)
- Laura Lobo - Araceli de la Riva (Episodio 15-48)
- Isabel Burr - Claudia (Episodio 1-48)
- Rafael Reaño - Gustavo (Episodio 1-48)
- Pablo Raya - Néstor (Episodio 2-47)
- Víctor Palmero - Lope (Episodio 2-47)
- Alberto Vázquez - Don Joaquín (Episodio 1-48)
- Rodrígo Cuevas - Miguel (Episodio 5-48)
- Santi Díaz - Raúl (Episodio 1-48)
- Roberto Drago - Óscar (Episodio 6-48)
- Fernando Gil - Jorge (Episodio 6-9, y 15-48)
- Malena González - Florencia "Flor "(Episodio 2-48)

##### Con la colaboración especial de
- Luisa Martín - Soledad "Sol" (Episodio 22-47)
- Belinda Washington - Asunta (Episodio 18-48)
- Alberto San Juan - Víctor Vegas (Episodio 1-47)
- Natalia Millán - Isabel Madero Montesinos (Episodio 1-48)

#### Reparto recurrente
- Claudio Pascual como Coder (Episodio 4)
- Julieta Acebal como Alumna (Episodio 15)
- Juan Salcedo como Ulises (Episodio 15 y Episodio 38)

#### Cameos
- Shawn Mendes - Él mismo (Episodio 1)
- Carreyó - Él mismo (Episodio 1)
- Xuso Jones - Él mismo (Episodios 2 y 4)
- Jota Martín - Él mismo (Episodio 2)
- Ondina - Ella misma (Episodio 2 y 31)
- Mario Jefferson - Él mismo (Episodio 3 y 29)
- Marilia Andrés, de Ella baila sola - Ella misma (Episodio 3 y 30)
- Gemeliers - Ellos Mismos (Episodios 4, 7-8, 15, 22 y 39-40)
- XRIZ - Él mismo (Episodios 5 y 10)
- Clover - Ellos mismos   (Episodios 6, 15 y 32)
- Carlos Weinberg - Él mismo (Episodio 7 y 12)
- Losmo Soul - Ellos mismos (Episodio 8)
- Paula Rojo - Ella misma (Episodios 9 y 16)
- Kike Ruiz - Él mismo (Episodio 13)
- Crítica & Saik - Ellos mismos (Episodio 15)
- Bastian Iglesias - Él mismo (Episodios 16 y 33-34)
- Miguel Cuesta - Él mismo (Episodio 17)
- María Parrado - Ella Misma (Episodio 18)
- Dear Audrey - Ellos Mismos (Episodio 25)
- S.W.A.G. - Ellos Mismos (Episodio 25)
- Óscar Torné - Él mismo (Episodio 30)
- Davem - Él mismo (Episodios 37 y 38)
- Manu Tenorio - Él mismo (Episodios 41 y 42)
- Barei - Ella misma (Episodio 47)

### Segunda temporada

#### Reparto principal
- Lucía Gil - Lana Madero (Episodio 49-88)
- Christian Sánchez - André Vegas. (Episodio 49-88)
- Adrián Muñoz - Javier (Episodio 49-88)
- Natalia Rodríguez - María (Episodio 49-88)
- Adil Koukouh - Marlon (Episodio 49-88)
- Clara Alvarado - Raquel (Episodio 49-88)
- María Hinojosa - Elena (Episodio 49-88)
- Mikel Iglesias - Nicolás "Nico" (Episodio 49-88)
- Javier Abad - Berto (Episodio 49-88)
- Veki Velilla - Iris (Episodio 49-88)
- Elena Blasco - Amanda (Episodio 49-88)
- Michelle Calvó - Toni (Episodio 49-88)
- Amanda Digón - Marilyn (Episodio 49-88)
- Jaime Olías - Diego (Episodio 49-88)
- Miriam Cabeza - Angélica (Episodio 51-88)
- Toni Sastre - Nacho (Episodio 49-88)
- Alba Ferrara - Paloma (Episodio 49-88)
- Israel Rodríguez - Adolfo (Episodio 50-88)
- Javier de Hoyos - Mario (Episodio 56-88)
- Antonio Reyes - Charlie (Episodio 49-88)
- Enrique Guart - Carlo (Episodio 49-88)
- José Ygarza - Antón (Episodio 49-88)

##### Con la colaboración especial de
- Secun de la Rosa - Fele (Episodio 50-88)
- Estefanía de los Santos - Hannah (Episodio 49-88)
- Natalia Millán - Isabel Madero (Episodio 49-88)
- Belinda Washington - Asunta (Episodio 49-88)

#### Reparto recurrente
- Bárbara Singer - Julieta (Episodio 49 - Episodio 50 / Episodio 56)
- Pablo Raya - Néstor (Episodio 49 - Episodio 50 / Episodio 52 / Episodio 61 - Episodio 62 / Episodio 67)
- Nil Raurell Mola - Alumno (Episodio 49 / Episodio 52)
- Alexandra Gascón - Alumna (Episodio 49)
- José Antonio Domínguez - (Episodio 50)
- Flavio Gismondi - (Episodio 51)
- Ricardo Rodríguez - Miguel Ángel (Episodio 53 - Episodio 55)
- Nuria de la Torre - Yolanda (Episodio 57 / Episodio 59)
- Blas Valverde - Luis (Episodio 65)
- Ylenia Bordetas - ¿? (Episodio 67)

#### Cameos
- José María Ruiz - Él mismo (Episodio 49 / Episodio 59 / Episodio 67 / Episodio 69 / Episodio 76)
- Adexe y Nau - Ellos mismos (Episodio 49 / Episodio 63)
- Doble Alma - Ellas mismas (Episodio 49 / Episodio 56 / Episodio 61 - Episodio 62 / Episodio 86)
- Sara Serena - Ella misma (Episodio 50 / Episodio 62 / Episodio 71 / Episodio 79 / Episodio 83)
- Carlos Weinberg - Él mismo (Episodio 50 / Episodio 55 / Episodio 57)
- Salvador Beltrán - Él mismo (Episodio 51 / Episodio 54)
- María Villalón - Ella misma (Episodio 51 / Episodio 60)
- Frank Diago - Él mismo (Episodio 52 / Episodio 65 / Episodio 73)
- Jota Martín - Él mismo (Episodio 52 / Episodio 58)
- Riky Furiati - Él mismo (Episodio 53)
- David Parejo - Él mismo (Episodio 53)
- DH1 - Ellos mismos (Episodio 53)
- Dama - Ella misma (Episodio 54 - Episodio 55)
- Mac Zavadsky - Él mismo (Episodio 56)
- Lex Big Game - Ellos mismos (Episodio 58 / Episodio 80)
- Javier Soley - Él mismo (Episodio 59 / Episodio 77 / Episodio 81 / Episodio 86)
- Ricky Furiati - Él mismo (Episodio 63 / Episodio 71 / Episodio 77 - Episodio 78)
- El viaje de Elliot - Ellos mismos (Episodio 65)
- Borja Rubio - Él mismo (Episodio 66 / Episodio 72)
- Carlos Parejo - Él mismo (Episodio 66)
- Samuel Cuenda - Él mismo (Episodio 68)
- Edu Morlans - Él mismo (Episodio 70)
- Dryan - Él mismo (Episodio 70)
- Código Rojo - Ellos mismos (Episodio 72)
- Tarifa Plana - Ellos mismos (Episodio 73)
- Belén Esteban - Comentarista de Sálvame (Episodio 74)
- Kiko Hernández - Comentarista de Sálvame (Episodio 74)
- Paz Padilla - Presentadora de Sálvame (Episodio 74)
- Vagon Pi - Ellos mismos (Episodio 76)
- Atacados - Ellos mismos (Episodio 78 / Episodio 87 - Episodio 88)
- Delaporte - Ella misma (Episodio 79 / Episodio 85)
- Henry Méndez - Él mismo (Episodio 80)
- KM5 - Ellas mismas (Episodio 81)
- Yago Roche - Él mismo (Episodio 82)
- Borja Sant - Él mismo (Episodio 84)
- Última Toma - Ellos mismos (Episodio 85)
- Frank Rigot - Él mismo (Episodio 87)
- Seba Benítez - Él mismo (Episodio 88)

##### Con la colaboración especial de
- Celia de Molina - Celia (Episodio 65)
- Calum Heaslip - Él mismo (Episodio 76)

## Episodios
| Temporada | Temporada | Episodios | Estreno                | Final               | Audiencia media | Audiencia media | Audiencia media |
| Temporada | Temporada | Episodios | Estreno                | Final               | Espectadores    | Cuota           |                 |
| --------- | --------- | --------- | ---------------------- | ------------------- | --------------- | --------------- | --------------- |
|           | 1         | 48        | 9 de noviembre de 2015 | 28 de enero de 2016 | 205 000         | 1,5%            |                 |
|           | 2         | 40        | 8 de enero de 2018     | 2 de marzo de 2018  | ¿?              | ¿?              |                 |
| Total     | Total     | 88        | 9 de noviembre de 2015 | 2 de marzo de 2018  | ¿?              | ¿?              |                 |

## Productos derivados

### Disco oficial de la serie
Debido al éxito de la serie en Divinity con un 32,9% de share entre espectadores de 13 a 15 años y un 29,1% de share entre espectadores de 13 a 14 años, la cadena decidió lanzar un disco con las canciones oficiales que suenan en cada episodio cantadas por los mismos actores.

### Series web
Yo quisiera tiene dos series web derivadas de la serie original:
- Yo Quisiera "Making Of": Podemos ver lo que ocurre detrás de las cámaras, los comentarios de los personajes en el backstage, etc.

- Yo Quisiera Más!: Serie web realizada exclusivamente para la red social Instagram donde se tratan temas como el amor, la amistad, la música, la moda, las redes sociales, etc. Cuenta con la participación de Marta Torné y Miriam Cabeza.